# Hypotrofie
Hypotrofie (uit het Grieks) betekent ondervoeding of de onderontwikkeling (onvoldoende groei of krimp) van weefsels of organen ten gevolge daarvan. Het is het tegenovergestelde van hypertrofie.